# Percy Edwards
Percy Edwards (1 de junio de 1908 - 7 de junio de 1996) fue un ornitólogo y actor de voz inglés, especializado en la imitación de sonidos animales.

## Biografía
Nacido en Ipswich, Inglaterra, ya de niño estaba fascinado por la vida salvaje de su región natal, y a los 12 años era conocido por su facilidad en imitar los sonidos animales.
En 1930 debutó en la serie radiofónica de la BBC Vaudeville, comenzando así una trayectoria de 60 años en el mundo del espectáculo, aunque durante la Segunda Guerra Mundial Edwards hubo de trabajar en la empresa Ransomes, Sims & Jefferies, en Ipswich.
Edwards se hizo conocido por sus imitaciones animales en el show radiofónico Ray's a Laugh, con Ted Ray, y dio vida al perro Psyche en otra serie para la radio, A Life of Bliss. Se decía que en la cumbre de su carrera era capaz de imitar acertadamente a más de 600 aves, así como a otros muchos animales. Entre otras actuaciones, dio los sonidos de orcas en Orca, la ballena asesina (1977), de un reno en Santa Claus: The Movie (1985), de ovejas y pájaros en la canción de Kate Bush The Dreaming, y del xenomorfo en Alien: el octavo pasajero. Edwards actuó también de manera ocasional como narrador en la serie de BBC TV Play School, en 1967 y desde 1973 a 1980. Una de sus últimas actuaciones sobre los escenarios tuvo lugar en el show del centenario de la Gran Orden de las Ratas de Agua (Grand Order of Water Rats) celebrado en el London Palladium en 1989.
Por su trayectoria artística y su trabajo ornitológico, Edwards fue nombrado miembro de la Orden del Imperio Británico en el año 1993.
Aunque él se consideraba un artista del mundo del espectáculo, Edwards fue miembro de la Sociedad Zoológica de Londres, así como un respetado ornitólogo.
Percy Edwards falleció en Hintlesham, Inglaterra, en 1996. Fue enterrado en la Iglesia de St Mary, en Polstead.

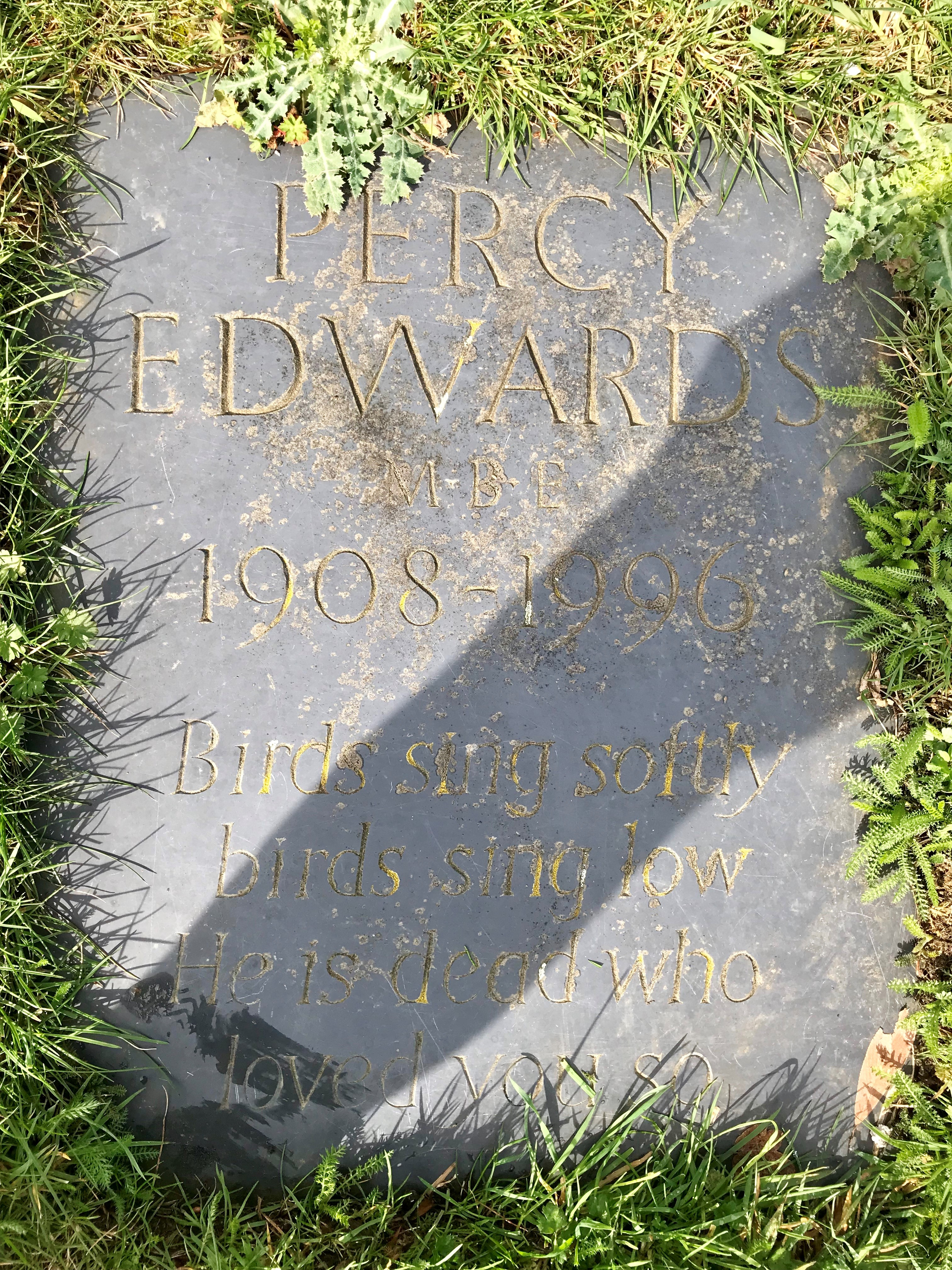
La tumba de Percy Edwards en la Iglesia de St Mary, en Polstead

## Filmografía como actor de voz
- 1960 : A Life of Bliss (serie TV)
- 1966 : The Deadly Bees
- 1970 : The Rise and Rise of Michael Rimmer
- 1971 : UFO (serie TV)
- 1971 : On the Buses (serie TV)
- 1972 : The Morecambe & Wise Show (serie TV)
- 1976 : The Good Life (serie TV)
- 1977 : Ripping Yarns (serie TV)
- 1977 : The Goodies (serie TV)
- 1977 : Just William (serie TV)
- 1977 : Orca, la ballena asesina
- 1979 : The Innes Book of Records (serie TV)
- 1979 : Alien: el octavo pasajero
- 1981 : Hi-de-Hi! (serie TV)
- 1982 : The Island of Adventure
- 1982 : Los perros de la plaga
- 1982 : The Dark Crystal
- 1983 : Fair Ground! (serie TV)
- 1984-1985 : Hilary (serie TV)
- 1984 : Buttercup Buskers
- 1985 : Santa Claus: The Movie
- 1986 : Valhalla
- 1986 : Sorry! (serie TV)
- 1986 : Labyrinth